# Fahr T22
Der Fahr T22 ist ein Ackerschlepper, der von der Maschinenfabrik Fahr AG zwischen 1939 und 1942 in Serie hergestellt wurde.

## Geschichte
Ursprünglich war die im Jahr 1870 gegründete Maschinenfabrik Fahr A. G., Gottmadingen, auf die Herstellung von Landmaschinen spezialisiert. 1938 startete das Unternehmen die Produktion eigener Traktoren und stellte mit dem Fahr F22 eine für die damalige Zeit sehr moderne Konstruktion auf die Räder. Nach nur kurzer Produktionszeit erließ das Nazi-Regime im März 1939 den Schell-Plan zur Vereinheitlichung der Fahrzeugproduktion. Aufgrund dieser Normänderungen musste Fahr den F22 technisch anpassen. Als Ergebnis kam dabei der Typ T22 heraus, der sich äußerlich kaum vom F22 unterscheidet. Kriegsbedingt wurde die Produktion des T22, nach 905 gebauten Exemplaren, bereits 1942 eingestellt.

## Technik
Als Antrieb des T22 kam, wie auch schon beim F22, ein bewährter Deutz Zweizylinder-Dieselmotor vom Typ F2M 414 (2198 ccm Hubraum) mit 22 PS zum Einsatz.